# Judenau (Herrschaft)

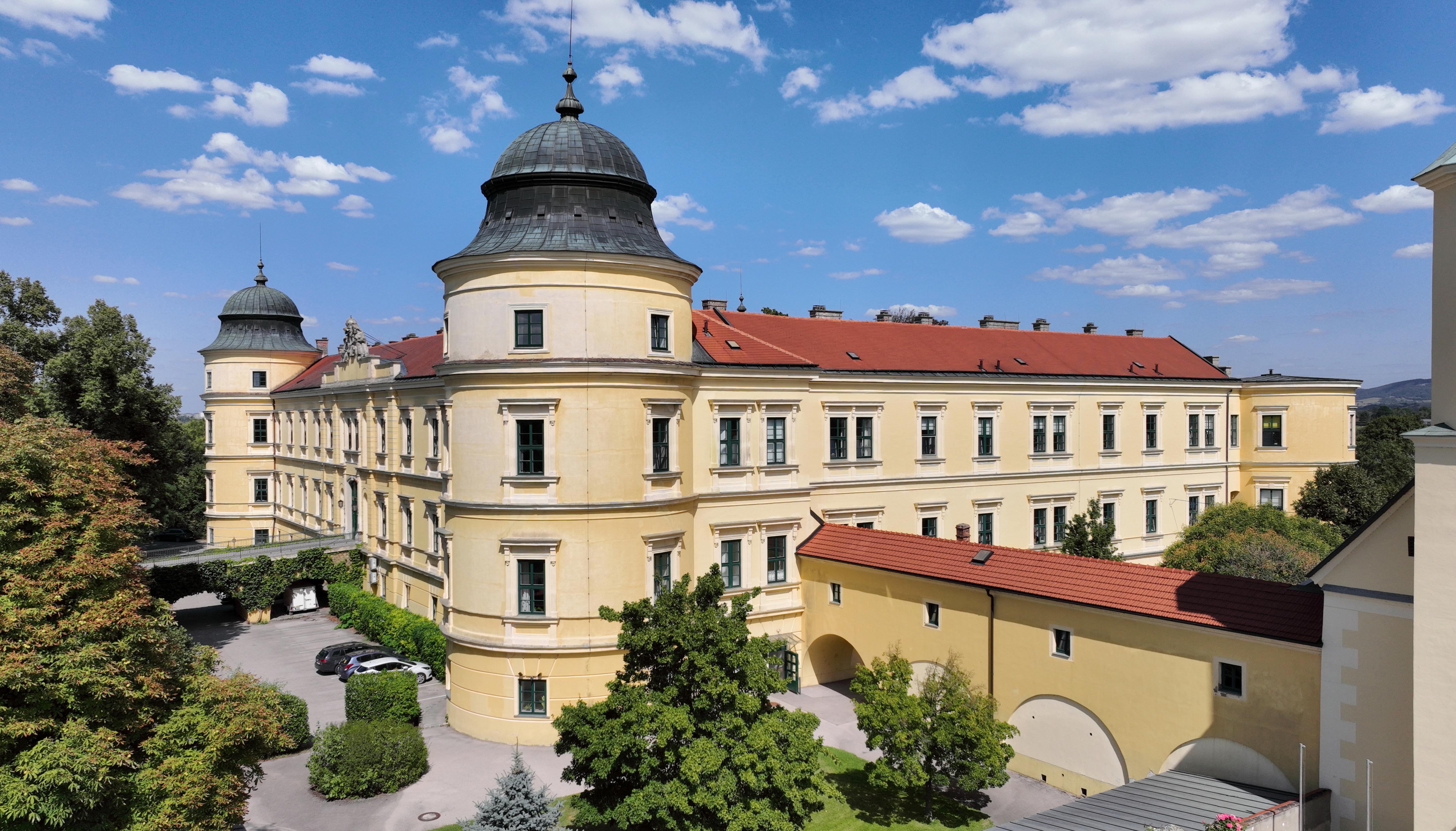
Schloss Judenau, Sitz der Verwaltung

Die Herrschaft Judenau war eine Grundherrschaft im Viertel ober dem Wienerwald im Erzherzogtum Österreich unter der Enns, dem heutigen Niederösterreich.

## Ausdehnung
Die Herrschaft, der auch die Herrschaften Pixendorf und Dittersdorf angehörten sowie der Edelsitz in Atzelsdorf und das Gut Oedenthal, umfasste zuletzt die Ortsobrigkeit über Judenau, Pixendorf, Atzelsdorf, Langenrohr, Langenschönbichl, Gollarn, Abstetten, Dittersdorf, Grabensee, Siegersdorf, Michlhausen, Spital, Zöfing, Freundorf und Pischelsdorf. Die Ortsobrigkeit über Fraundorf wurde abwechselnd mit der Herrschaft Hollenburg ausgeübt. Der Sitz der Verwaltung befand sich im Schloss Judenau.

## Geschichte
Der letzte Inhaber der Allodialherrschaft war Alois Josef Fürst von und zu Liechtenstein. Nach den Reformen 1848/1849 wurde die Herrschaft aufgelöst.